# إكسيكويل فيغوروا
إكسيكويل فيغوروا (بالإسبانية: Exequiel Figueroa) مواليد 1924، هو لاعب كرة سلة تشيلي. مثّل منتخب بلاده. شارك في دورة الألعاب الأولمبية الصيفية سنة 1948 وسنة 1952.

## روابط خارجية
- إكسيكويل فيغوروا على موقع الاتحاد الدولي لكرة السلة (الإنجليزية)
- إكسيكويل فيغوروا على موقع الاتحاد الدولي لكرة السلة (الإنجليزية)
- إكسيكويل فيغوروا على موقع الاتحاد الدولي لكرة السلة (الإنجليزية)
- إكسيكويل فيغوروا على موقع سبورتس رفرنس (الإنجليزية)
- إكسيكويل فيغوروا على موقع أوليمبيديا (الإنجليزية)